# Wavellit
Wavellit, synonym auch als Fischerit und Lasionit bekannt, ist ein eher selten vorkommendes Mineral aus der Mineralklasse der „Phosphate, Arsenate und Vanadate“. Es kristallisiert im orthorhombischen Kristallsystem mit der chemischen Zusammensetzung Al3[(OH,F)3|(PO4)2]·5H2O und entwickelt überwiegend halbkugelige bis kugelige, traubige und radialstrahlige Mineral-Aggregate bis zu vier Zentimetern Durchmesser, aber auch krustige Überzüge und selten auch prismatische, isometrische bis langgestreckte Kristalle.

## Etymologie und Geschichte
Erstmals gefunden wurde Wavellit 1805 vom britischen Physiker William Wavell († 1829) und beschrieben von William Babington, der das Mineral nach seinem Entdecker benannte.
Anfang des 19. Jahrhunderts wurde bei Nischne Tagilsk im Ural eine neue Varietät von Wavellit gefunden, die man zunächst für ein eigenständiges Mineral hielt und nach Gotthelf Fischer von Waldheim (1771–1853) als Fischerit bezeichnete. Der einzigen Beschreibung von R. Hermann nach bestand der Fischerit aus durchsichtigen, kristallinen Rinden und kurzen, prismatischen Kriställchen von grasgrüner bis olivgrüner und spangrüner Farbe, die auf Klüften von Sandstein und Toneisenstein gefunden wurden. Bei späteren Analysen stellte sich jedoch heraus, dass Fischerit mit Wavellit identisch ist. Nach Slavik wurde der Fischerit auch als Uhligit bezeichnet.

## Klassifikation
Bereits in der veralteten 8. Auflage der Mineralsystematik nach Strunz gehörte der Wavellit zur Mineralklasse der „Phosphate, Arsenate und Vanadate“ und dort zur Abteilung der „Wasserhaltigen Phosphate, Arsenate und Vanadate mit fremden Anionen“, wo er zusammen mit Souzalith die „Souzalith-Wavellit-Gruppe“ mit der System-Nr. VII/D.06 und den weiteren Mitgliedern Gutsevichit (diskreditiert) und Kingit bildete.
Im zuletzt 2018 überarbeiteten und aktualisierten Lapis-Mineralienverzeichnis nach Stefan Weiß, das sich aus Rücksicht auf private Sammler und institutionelle Sammlungen noch nach dieser alten Form der Systematik von Karl Hugo Strunz richtet, erhielt das Mineral die System- und Mineral-Nr. VII/D.13-10. In der „Lapis-Systematik“ entspricht dies ebenfalls der Abteilung „Wasserhaltige Phosphate, mit fremden Anionen“, wo Wavellit zusammen mit Allanpringit, Fluorwavellit und Kingit eine eigenständige, aber unbenannte Gruppe bildet.
Auch die seit 2001 gültige und von der International Mineralogical Association (IMA) zuletzt 2009 aktualisierte 9. Auflage der Strunz’schen Mineralsystematik ordnet den Wavellit in die Abteilung der „Phosphate usw. mit zusätzlichen Anionen; mit H2O“ ein. Diese ist allerdings weiter unterteilt nach der relativen Größe der beteiligten Kationen und dem Stoffmengenverhältnis der zusätzlichen Anionen zum Phosphat-, Arsenat- bzw. Vanadatkomplex, so dass das Mineral entsprechend seiner Zusammensetzung in der Unterabteilung „Mit ausschließlich mittelgroßen Kationen; (OH usw.) : RO4 = 1 : 1 und < 2 : 1“ zu finden ist, wo es nur noch zusammen mit Allanpringit als alleiniger Namensgeber die „Wavellitgruppe“ mit der System-Nr. 8.DC.50 bildet.
Die im englischen Sprachraum gebräuchlichere Systematik der Minerale nach Dana ordnet den Wavellit ebenfalls in die Klasse der „Phosphate, Arsenate und Vanadate“ und dort in der Abteilung der „Wasserhaltigen Phosphate etc., mit Hydroxyl“. Auch hier findet er sich zusammen mit Allanpringit in der „Wavellitgruppe“ mit der System-Nr. 42.10.02 innerhalb der Unterabteilung „Hydratisierte Phosphate etc., mit Hydroxyl oder Halogen mit (AB)3 (XO4)2 Zq • x(H2O)“

## Kristallstruktur
Wavellit kristallisiert in der orthorhombischen Raumgruppe Pcmn (Raumgruppen-Nr. 62, Stellung 4) mit den Gitterparametern a = 9,621 Å, b = 17,3630 Å und c = 6,994 Å sowie sechs Formeleinheiten pro Elementarzelle.

## Eigenschaften

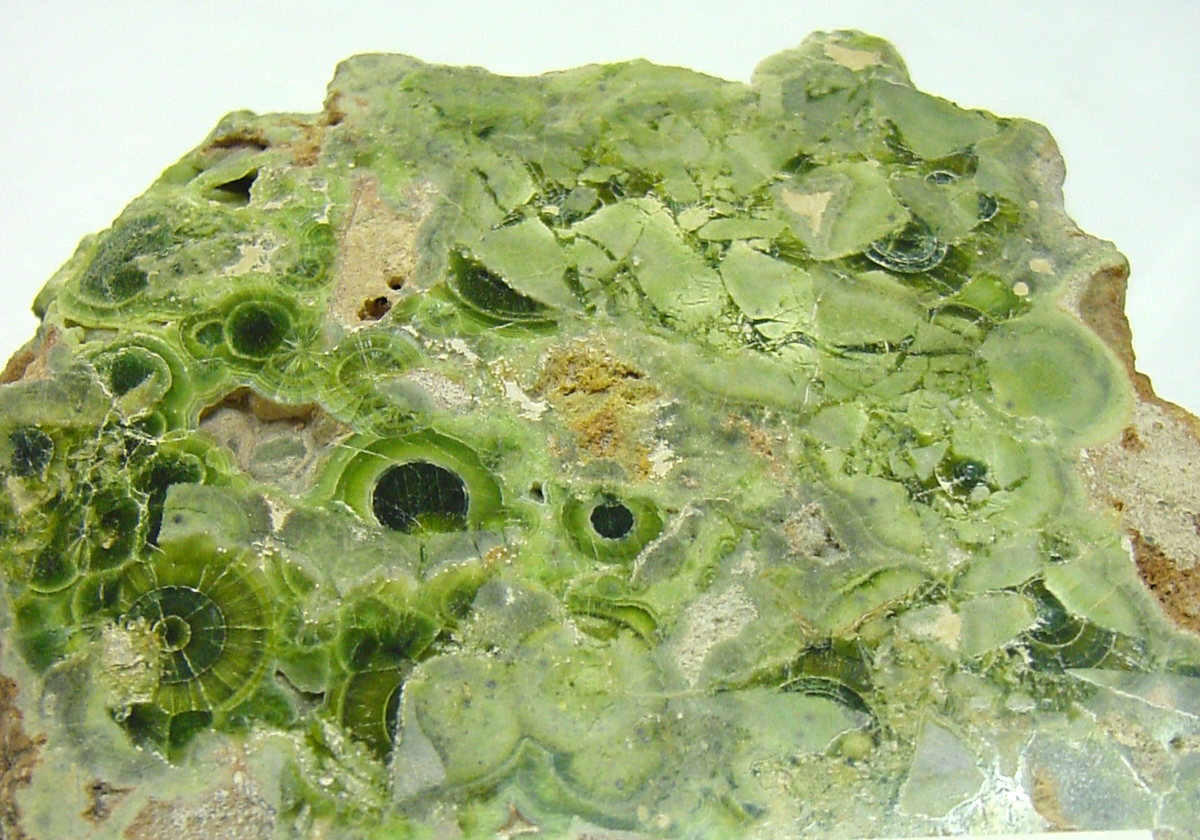
Grüner Wavellit aus Montgomery County, Arkansas

Reiner Wavellit ist farblos oder weiß. Er kann aber durch Fremdbeimengungen gelblich oder grünlich bis bläulich gefärbt sein, wobei die grünlichen Färbungen überwiegen. Auch zonare Färbungen ähnlich wie bei einigen Mineralen der Turmalingruppe sind möglich.
Wavellit ist vor der Lötlampe unschmelzbar und löslich in Salzsäure.

## Bildung und Fundorte

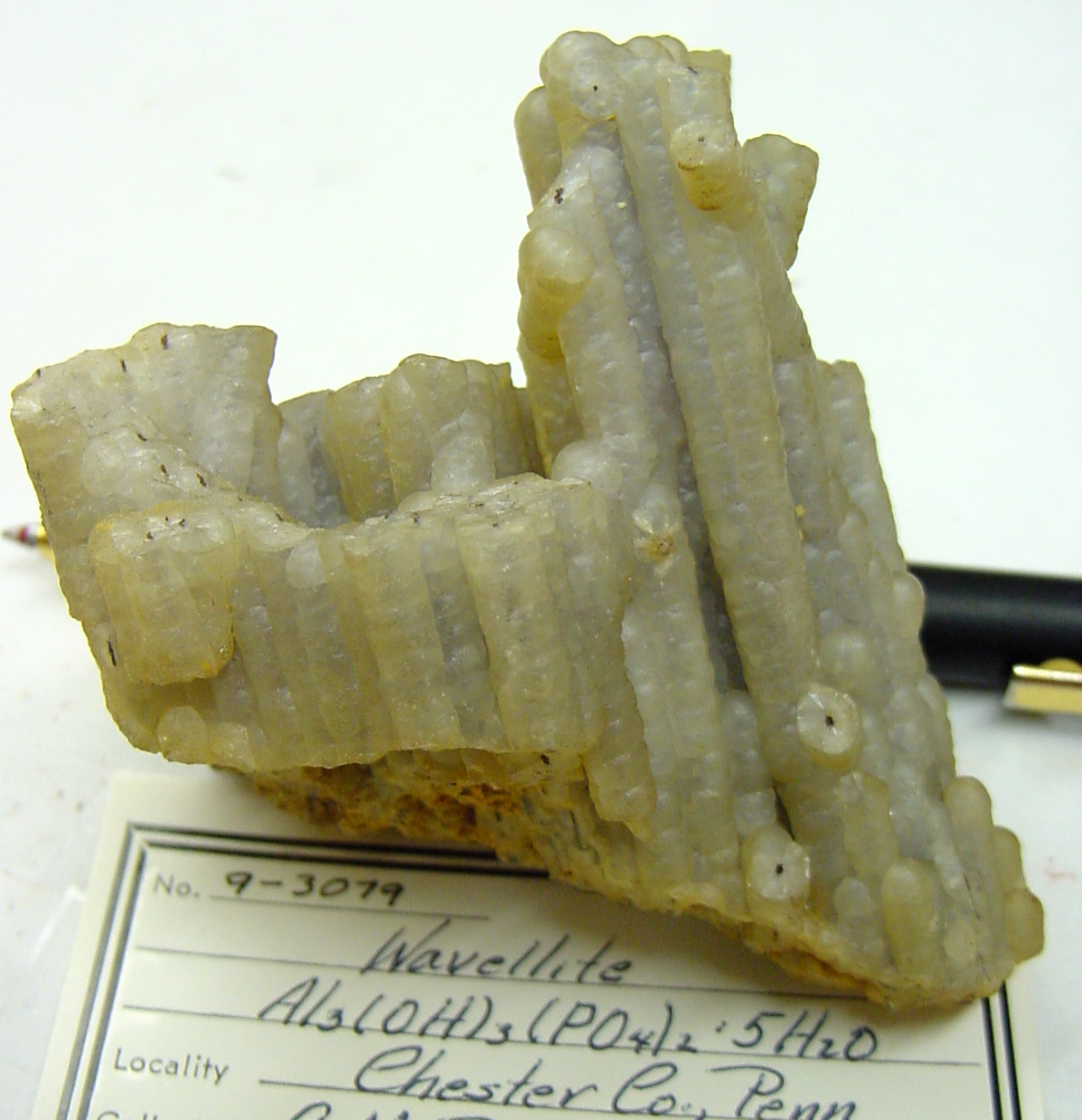
Seltene langprismatische Kristallstufe aus dem Chester County, Pennsylvania (USA)

Wavellit bildet sich als Sekundärmineral in metamorphen Gesteinen und Phosphathaltigen Lagerstätten, seltener durch hydrothermale Vorgänge. Eine metamorphe Bildung ist jedoch ebenfalls möglich. Wavellit findet sich überwiegend auf Klüften, insbesondere von Sandstein, Ton- und Kieselschiefer, aber auch von Eisensteinen, Granit, Glimmerschiefer.
Bisher wurde Wavellit an 285 Fundorten entdeckt (Stand: 2009), so unter anderem in einigen Regionen von Australien; Lüttich, Luxemburg und Namur in Belgien; Departamento Oruro, Departamento Potosí und Departamento Santa Cruz in Bolivien; Bayern (Fichtelgebirge, Oberpfälzer Wald), Hessen (z. B. auf Klüften im Kieselschiefer des Dünsberg bei Gießen und vielerorts auf Brauneisen-Manganerzvorkommen im Lahngebiet), Nordrhein-Westfalen (Sauerland), Rheinland-Pfalz (Westerwald), Sachsen-Anhalt (Harz), Sachsen (Erzgebirge) und Thüringen (Gera, Vogtland) in Deutschland; mehreren Regionen in Frankreich; England und Wales in Großbritannien; einigen Countys in Irland; Katanga im Kongo; Jordansmühl/Schlesien in Polen; Böhmen (Cerhovice) und Mähren in Tschechien; sowie Arizona, Arkansas, Colorado, Nevada, Pennsylvania und vielen weiteren Regionen der USA.